# 长序狼尾草
长序狼尾草（学名：Pennisetum longissimum）为禾本科狼尾草属下的一个种。